# Margit Pörtner
Margit Elisabeth Pörtner (Hørsholm, 16 febbraio 1972 – 26 aprile 2017) è stata una giocatrice di curling danese.

## Biografia
Partecipò all'età di 25 anni ai XVIII Giochi olimpici invernali edizione disputata a Nagano (Giappone) nel 1998, riuscendo ad ottenere la medaglia d'argento nella squadra danese con le connazionali Helena Lavrsen, Dorthe Holm, Trine Qvist e Jane Bidstrup.
Nell'edizione la nazionale canadese ottenne la medaglia d'oro, la svedese quella di bronzo.